# Plectogona morisii
Plectogona morisii är en mångfotingart som först beskrevs av Pius Strasser 1975.  Plectogona morisii ingår i släktet Plectogona och familjen knöldubbelfotingar. Inga underarter finns listade i Catalogue of Life.